# Cankton
Cankton és una població dels Estats Units a l'estat de Louisiana. Segons el cens del 2000 tenia 362 habitants.

## Demografia
Segons el cens del 2000, Cankton tenia 362 habitants, 154 habitatges, i 97 famílies. La densitat de població era de 68,9 habitants/km².
Dels 154 habitatges en un 33,1% hi vivien nens de menys de 18 anys, en un 51,9% hi vivien parelles casades, en un 5,2% dones solteres, i en un 37% no eren unitats familiars. En el 33,1% dels habitatges hi vivien persones soles el 16,2% de les quals corresponia a persones de 65 anys o més que vivien soles. El nombre mitjà de persones vivint en cada habitatge era de 2,35 i el nombre mitjà de persones que vivien en cada família era de 2,93.
Per edats la població es repartia de la següent manera: un 24,6% tenia menys de 18 anys, un 11,3% entre 18 i 24, un 29,3% entre 25 i 44, un 21,3% de 45 a 60 i un 13,5% 65 anys o més.
L'edat mediana era de 34 anys. Per cada 100 dones de 18 o més anys hi havia 93,6 homes.
La renda mediana per habitatge era de 22.500 $ i la renda mediana per família de 36.250 $. Els homes tenien una renda mediana de 26.731 $ mentre que les dones 15.000 $. La renda per capita de la població era de 12.225 $. Entorn del 19,8% de les famílies i el 26,2% de la població estaven per davall del llindar de pobresa.

## Poblacions més properes
El següent diagrama mostra les poblacions més properes.